# 酷狗音乐
酷狗音乐（KuGou）是一款P2P音乐共享软件及音频媒体播放软件，可以实现音乐和音乐MV的搜索、下载和播放。酷狗隶属于腾讯音乐娱乐（广州）有限公司（前身为广州酷狗计算机科技有限公司，已于2017年更名），公司于2004年在广州成立。打开软件时的经典提示语为“Hello！酷狗”。酷狗面向大众用户，主要盈利方式为游戏、广告宣传和直播间业务。酷狗购买音乐版权并提供给用户，同时为用户提供广告服务以此赚取广告流量费。

## 历史

### 成立
2014年4月酷狗音乐和酷我音乐合并，成立海洋音乐集团，當時號稱预计2015年底前海外上市。

### 與網易互告
2014年12月酷狗起诉网易云音乐称其侵权200首歌曲，2015年1月7日网易云音乐又起诉酷狗音乐侵权37张专辑，共300首歌曲；2015年2月酷狗音乐起诉阿里音乐旗下天天动听侵权，2015年6月阿里音乐又起诉酷狗涉嫌侵权歌曲260首。2015年7月，中国国家版权局发布《关于责令网络音乐服务商停止未经授权传播音乐的通知》，要求网络音乐服务商停止未经授权传播音乐作品。

### 日播放量30億
2015年7月酷狗推出新的音乐推广方式，用户可以花费100元人民币让酷狗进行用户的个人演唱推广，每个被推广人的价格为0.1元，100元最多可将歌曲推广给1000人。2015年8月10日酷狗举行“星梦工程·造星计划”发布会，宣布培养有潜质的明星。
2015年8月时酷狗拥有7亿用户，平台日播放量达到30亿次，旗下有繁星网、5sing原创音乐平台等，是第一大网络音乐平台，同时与国内外超过500家唱片公司合作建立正版音乐库。2015年9月，易观智库《2015年上半年中国移动音乐用户专题研究报告》调研显示酷狗移动用户以28.8%的用户占据第二，而QQ音乐以40.7%超出酷狗10余个百分点占据第一，同时该报告还显示酷狗音乐90后和00后用户加起来已占到40%以上，85后用户占比为29.8%。
2015年酷狗获得9月26日一直持续到10月25日湘江音乐节在线直播授权，有超过1000万的用户通过酷狗在线播放观看。

### 騰訊合併
2016年7月22日，中国音乐集团（简称“CMC”，前身為海洋音乐集团）和腾讯集团共同宣布，双方已达成共识对数字音乐业务进行合并。在本次交易中，腾讯把旗下的QQ音乐业务与CMC进行合并，通过资产置换股权成为新的腾讯音乐娱乐集团大股东，CMC旗下的酷狗音乐、酷我音乐将与QQ音乐成为一家人。2017年为强化集团地位，酷狗母公司更名为“腾讯音乐娱乐（广州）有限公司”。

### 圓夢計畫事件
2018年初起酷狗發展一個企劃案為「酷狗圓夢計畫」，小牌音樂製作團隊可將自己作品小段的樣曲放於站上，眾多網路主播選擇自己喜愛的製作人，之後每一主播於自己觀眾圈眾籌資金交給該製作方，最終製作獲得主播專屬單曲，獲得以往大牌明星才有的專屬歌曲待遇。本是“小主播圆梦，小制作人盈利”的一種牽線計畫，為演藝圈底層注入活水，起步階段潦倒藝人和潦倒音樂人此類故事耳熟能詳，這種提供渠道和牽線的方式原意讓更多才華者被看見和發現，然而此計畫過於單純的設計運轉方式，最終走向失控。
在2019年3月8日，酷狗方面突然通知将于3月25日关闭交易。已发起众筹，如未完成達標则強行中止，而完成众筹的主播则可以继续完成制作流程，引起成千上萬的參與者嘩然，眾多音樂製作公司同時組團發起控訴，聲稱共92家商家，3000多首歌還没有收到结算版權費，累计欠款高达一亿多人民幣。
究其原因為「酷狗圓夢計畫」的運轉方式為集中控管體制，觀眾眾籌資金是交由酷狗方面統籌，而製作人的歌曲也必須唯一版權賣給酷狗，並非賣給主播所以主播若離開酷狗直播平台也不能帶走歌曲，成為一種預防制約。同時眾籌資金目標為歌曲製作費的兩倍，多出的一倍為酷狗利潤。但該規章只設計著重維護平台利益對於其它方面未有深思，亂象發生於逐漸開始有耳語傳播某些音樂製作商與主播聯合起來，以回扣形式達成購買合作，大幅度拉低了音樂作品的質量，因為錢款扣除回扣後只有少量能用於製作，且眾多製作人被選中理由不是歌曲優良而是回扣給得多，劣幣驅逐良幣真正有才華的音樂人得不到中選，圓夢計畫大量產出的歌曲是不堪入耳的爛歌。另一亂象是音樂本身的藝術性質，其製作成本很難公定量化，導致有製作人虛高報製作費用，一首歌達五六萬或十幾萬，然而又有的用心製作公司請來專業樂隊和樂評師、潤曲人、高檔錄音室等確實花了高成本，兩者混同難辨，爭論不清。
酷狗調查後發現現象嚴重，首先處理手段是拖延款項結算許多歌曲上線已經數月依然未付版權費。之後2019年4月15日许多音乐制作商收到了酷狗发来邮件其戲稱「強制降價通知書」，要求低价折卖歌曲一般3-5万的单曲版权费，被要求降到了3000或1万元，不願意者則强制第二條路要填一份成本對照單上報，該Excel製作的報表中填入項目後會跳出平台認定的合理價之後加總得一總價，但例如国家爱乐团录制弦乐，只有5千元評定價，與行情相差甚大造成諸多製作人氣憤難填，此處困境在於確實有許多詐騙性質的音樂商混入此次專案，但也有投入巨大成本製歌的好人不論歌曲完成或半成品現在本錢都收不回，好人與壞人難以區分是遊戲規則思慮不周導致的困局。所以有律師認為酷狗應該承擔全部責任，因為畢竟簽署了起始合同，現在單方更改合同規則甚至要中止活動屬於單方違約。